# كاتب تحت الطلب (فلم)
كاتب تحت الطلب فيلم مغربي من إخراج لطيف لحلو سنة 2005، وبطولة سعيد باي وأسماء الخمليشي ومهدي الوزاني، نجاة الوافي، جميلة شارق، وغيرهم.

## القصة
يحكي الفيلم قصة كاتب شاب يشتغل متعاونا في صحيفة محلية، يضطر لكتابة مقالات مُوقّعة باسم مديره الذي يستغل موهبته ولا يتردد في توريطه ماليا ليضمن خضوعه، وهو الاسلوب الذي اعتمده من قبل مع كتاب وصحافيين آخرين لتحقيق اغراض تجارية وسياسية.